# Župnija Stoperce
Župnija Stoperce je rimskokatoliška teritorialna župnija Dekanije Zavrč Ptujsko-ormoškega naddekanata Nadškofije Maribor.

## Zgodovina
Do 7. aprila 2006, ko je bila ustanovljena Škofija Celje, je bila župnija del Dekanije Rogatec Kozjanskega naddekanata Škofije Maribor. Po ustanovitvi je bila večina župnij Dekanije Rogatec prestavljena pod okrilje celjske škofije, medtem ko sta župniji Stoperce in Žetale ostali pod Mariborom.